# Natuurlijk monopolie
Een natuurlijk monopolie is een monopolie dat zich voordoet als er bij de productie van een bepaald goed schaalvoordelen blijven optreden, welke omvang de productie ook heeft.
Heeft een bedrijf een natuurlijk monopolie, dan dalen de gemiddelde en marginale kosten als het bedrijf uitbreidt. In zo'n situatie is het efficiënter dat de markt in handen is van één producent dan van twee of meerdere. Deze ene producent kan echter wel, als monopolist, een prijs zetten die veel hoger is dan de gemiddelde of marginale kosten.
Ter bescherming van de consument is zo'n natuurlijk monopolie (railvervoer, gas- en elektriciteitsvoorziening, telecommunicatie) in Europa vaak een overheidsbedrijf. De laatste jaren bestaat de tendens ook natuurlijke monopolies te privatiseren. Wel worden deze onderworpen aan regulering ter voorkoming van excessen. In de Verenigde Staten is van regulering al langer sprake, omdat men daar al vanaf het ontstaan van het monopolie begon met het instellen van regulering. Men deed dit door middel van een onafhankelijke regulator, die los van de overheid de prijzen en het aanbod van de monopolist in de gaten hield.